# Daniele De Paoli
Daniele De Paoli (Pavia, 8 dicembre 1973) è un ex ciclista su strada italiano.
Professionista dal 1997 al 2002 e dal 2005 al 2006, conta la vittoria di un Giro d'Abruzzo e di una tappa alla Volta Ciclista a Catalunya.

## Carriera
I principali successi da professionista furono il Giro d'Abruzzo nel 2000, una tappa alla Volta Ciclista a Catalunya nel 2001 e il Giro del Mendrisiotto nel 2006. Partecipò a sei edizioni del Giro d'Italia e due della Vuelta a España.

## Palmarès
- 1995 (dilettanti)

Milano-Rapallo
- 1996 (dilettanti)

Medaglia d'Oro Città di Monza
2ª tappa Tour de Liège (Huy > Huy)
7ª tappa Tour de Liège (Seraing > Seraing)
- 2000 (Mercatone Uno, una vittoria)

Giro d'Abruzzo
- 2001 (Mercatone Uno, una vittoria)

7ª tappa Volta Ciclista a Catalunya (Taüll > Cortals d'Encamp)
- 2006 (LPR, una vittoria)

Giro del Mendrisiotto

### Altri successi
- 2000 (Mercatone Uno)

Cronometro di Broni

## Piazzamenti

### Grandi Giri
- Giro d'Italia

1997: 29º
1998: 8º
1999: 8º
2000: 36º
2001: 21º
2002: 32º
- Vuelta a España

1999: ritirato (9ª tappa)
2001: ritirato (18ª tappa)

### Classiche monumento
- Milano-Sanremo

1998: 134º
- Liegi-Bastogne-Liegi

2000: 64º
- Giro di Lombardia

2001: 38º
2006: 30º